# Hugues Moret
Pour les articles homonymes, voir Moret.
Hugues Moret, né le 21 avril 1997, est un kayakiste français spécialisé dans le kayak monoplace (K1) de descente.Il fait parite du club GCK Gétigner canoë kayak  

## Palmarès

### Championnats du monde
- 2019 à La Seu d'Urgell
  -  Médaille d'argent en sprint K1 par équipe[1]
  -  Médaille de bronze en sprint K1 [2]
- 2021 à Bratislava
  -  Médaille d'or en C2 par équipe
  -  Médaille d'argent en K1 par équipe
  -  Médaille de bronze en C2
- 2022 à Treignac
  -  Médaille d'argent en sprint C2[3]
- 2023 à Augsbourg
  -  Médaille d'or en C2 par équipe
  -  Médaille de bronze en C2
  -  Médaille de bronze en K1 par équipe

### Championnats d'Europe
- Championnats d'Europe de descente 2023[4]
  -  Médaille d'or en C2 sprint.